# هيكتور لوبيز (ملاكم)
هيكتور لوبيز (بالإسبانية: Héctor López)‏ مواليد 1 فبراير 1967 في مدينة مكسيكو - الوفاة 24 أكتوبر 2011، كان ملاكم مكسيكي سابق صنّف ضمن فئة وزن الوسط. حقق الميدالية الفضية في الألعاب الأولمبية الصيفية 1984.

## إحصائيات
خاض خلال مسيرته 49 نزالا، فاز في 41 وتعادل في 1 وخسر في 7. فاز بالضربة القاضية في 23 نزالا.

## الميداليات
| الميدالية | المسابقة                       |
| --------- | ------------------------------ |
| فضية      | الألعاب الأولمبية الصيفية 1984 |

## روابط خارجية
- هيكتور لوبيز على موقع بوكس ريك (الإنجليزية) (registration required)
- هيكتور لوبيز على موقع أوليمبيديا (الإنجليزية)